# カラサワイサオ
カラサワ イサオ（1972年7月21日 - ）は、日本のアクション監督。本名は柄澤功（からさわ いさお）。愛称は「カラさん」。身長174cm、血液型O型。
長野県長野市出身。スタントマンとしても世界中で活動しており、有名な俳優の代役を数多くこなしている。『SHINOBI-HEART UNDER BLADE-』（2005年、松竹）ではオダギリジョーの代役で弦之介のアクションシーンを演じた。

## 略歴
幼少の頃ジャッキー・チェン、ジェット・リーの映画に影響され、独学でアクションの勉強を始める。同時に格闘技にも励み、柔道、フルコンタクト空手は初段を習得している。高校中退後、本格的にアクションの世界に入りスタントの仕事を始めた。現在では柔術、キックボクシングなど総合格闘技も習得している。

## エピソード
- 長野市立西部中学校在学時に映画『スパルタンX』でユン・ピョウが演じたスタントの真似をして自宅の屋根から飛び降り、両足を骨折をした。
- ケーキやアイスが大好物。冬でも朝からアイスを食べる。クリスマスケーキを一夜に3ホール食べたことがある。
- アニメ好き。好きな作品は『機動戦士Ζガンダム』、『新世紀エヴァンゲリオン』、『カウボーイビバップ』。

## その他の活動
- 仮面ライダーアギト、仮面ライダー龍騎、仮面ライダー555などのバイクスタントを演じていたこともある。
- 電人ザボーガーのスーツアクターとバイクスタントを担当。
- 仮面ティーチャーのスーツアクターとバイクスタントを担当。
- 第68回NHK紅白歌合戦（2017年12月31日、NHK総合）オープニング三津谷寛治のアクションコーディネート

## アクション演出作品
- VERSUS -ヴァーサス-（THE ULTIMATE VERSUS、2004年） 北村龍平監督
- ビー・バップ・ハイスクールシリーズ（2004年・2005年、TBS）
- SDガンダムフォース（2004年 テレビ東京）
- GUNDAM EVOLVE../サンライズ谷原スタジオ
- ゴジラ FINAL WARS（2004年） 北村龍平監督
- ウルトラQ dark fantasy（2004年）
- タイガー&ドラゴン（2005年、TBS）
- ブラザー☆ビート（2005年、TBS）
- SMAP×SMAP「自転車男」（2005年）
- 里見八犬伝（2006年 TBS開局50周年記念スペシャルドラマ）
- ガチバカ!（2006年、TBS）
- アキハバラ@DEEP（2006年）
- 木更津キャッツアイ ワールドシリーズ（2006年）
- クロサギ（2006年、TBS）
- タイヨウのうた（2006年、TBS）
- 嫌われ松子の一生 (テレビドラマ)（2006年、TBS）
- さくらん（2007年） 蜷川実花監督
- きみにしか聞こえない（2007年）
- ジョシデカ!-女子刑事-（2007年、TBS）
- 歌姫（2007年、TBS）
- エグザムライ（2007年）
- エジソンの母（2007年、TBS）
- 魁!!男塾（2008年） アクション監督
- ROOKIES（2008年 TBS）
- 週刊真木よう子「おんな任侠筋子肌」（2008年、テレビ東京）
- ノン子36歳（家事手伝い）（2008年）
- 流星の絆（2008年、TBS）
- 東京残酷警察（2008年 西村喜廣監督） アクション監督
- 鎧 サムライゾンビ（2009年、ザナドゥー） アクション監督
- 愛のむきだし（2009年 園子温監督） アクション監督
- ララピポ（2009年）
- 罪とか罰とか（2009年） ケラリーノ・サンドロヴィッチ監督
- インスタント沼（2009年） 三木聡監督
- 悪夢のエレベーター（2009年） 堀部圭亮監督
- ハンチョウ〜神南署安積班〜（2009年、TBS）
- ぼくの妹（2009年、TBS）
- 戦慄迷宮3D THE SHOCK LABYRINTH（2009年アスミック・エース配給、清水崇監督）
- こちら葛飾区亀有公園前派出所（TBS 2009年）
- 誘拐ラプソディー（2009年 榊英雄監督） アクション監督
- 本日も晴れ。異状なし（2009年 TBS、日曜劇場）
- 非女子図鑑「魁!!みっちゃん」（2009年 山口雄大監督） アクション監督
- 吸血少女対少女フランケン （2009年）アクション監督
- 板尾創路の脱獄王（2010年） 板尾創路監督
- SOIL（2010年、WOWOW） 清水崇監督
- ばかもの（2010年）金子修介監督
- 刑事・鳴沢了〜史上最悪の24時間〜（2010年5月29日、フジテレビ、土曜プレミアム）
- GM〜踊れドクター最終話（2010年、TBS）
- 冷たい熱帯魚（2010年） 園子温監督
- 古代少女隊ドグーンV（2010年、毎日放送）
- ケータイ刑事 銭形結第3話（2010年 BS-TBS）
- 戦闘少女 血の鉄仮面伝説（2010年） アクション監督
- ウルトラマンゼロ THE MOVIE 超決戦!ベリアル銀河帝国（2010年） アクション監督
- 刑事・鳴沢了2〜偽りの聖母〜（2011年5月20日、フジテレビ、土曜プレミアム）
- 生まれる。（2011年、TBS）
- 華和家の四姉妹（2011年 TBS）
- 富江 アンリミテッド（2011年） 井口昇監督
- 電人ザボーガー（2011年） アクション監督
- ヘルドライバー（2011年） アクション監督
- ラビット・ホラー3D（2011年）
- 軽蔑（2011年）
- ヘルドライバー（2011年、日活） アクション監督
- はらぺこヤマガミくん（2011年、YouTube／ニコニコ動画） アクション監督／出演
- ヒミズ（2012年）
- ウルトラゾーン（2012年）
- ウルトラマンサーガ（2012年） アクション監督
- SRサイタマノラッパー ロードサイドの逃亡者（2012年）
- シグナル〜月曜日のルカ〜（2012年）
- 月光ノ仮面（2012年）
- テルマエ・ロマエ（2012年、東宝）
- ウルトラ怪獣御殿（2012年、ウルトラチャンネル／ニコニコ特撮） アクション監修
- クローバーテレビ東京（2012年） アクション監督
- 放課後はミステリーとともに（2012年、TBS）
- ハンチョウ〜警視庁安積班〜 （2012年、TBS）
- ビギナーズ!（2012年、TBS）
- でんぱコネクション（2012年、tvk） アクション監督
- ReBORNトヨタCM「信長と秀吉」木村拓哉 北野武
- めめめのくらげ2013年、ギャガ） アクション監督
- Kis-My-Ft2「Luv Sick」MV(2013年avex)
- 地獄でなぜ悪い（2013年）アクション監督
- 確証〜警視庁捜査3課（2013年、TBS）
- 名もなき毒（2013年、TBS） スタントコーディネーター・擬闘
- ライヴ （2014年）アクション監督
- 東野圭吾「変身」（2014年、WOWOW）
- そこのみにて光輝く（2014年、東京テアトル=函館シネマアイリス）
- ごめんね青春!（2014年 TBS）
- きみはいい子（2015年、アークエンタテイメント）
- でんぱコネクション フレンチ（2015年、tvk） アクション監督
- 監獄学園-プリズンスクール-（2015年、MBS） アクション監督
- セーラー服と機関銃 -卒業-（2016年、KADOKAWA） アクションコーディネーター
- オーバー・フェンス（2016年）
- 乃木坂46「女は一人じゃ眠れない」MV(2017年)
- ブルーハーツが聴こえる「ラブレター」（2017年）
- 少女ピカレスク（2018年6月23日先行上映、ファミリー劇場CLUB）
- 覚悟はいいかそこの女子。（2018年6月 - 7月、毎日放送）
- 星くず兄弟の新たな伝説（2018年1月20日）
- PRINCE OF LEGEND（2019年）
- G線上のあなたと私（2019年10月15日 - 12月17日、TBS）
- 東京ラブストーリー（2020年4月29日 - 6月3日、フジテレビオンデマンド・Amazonプライムビデオ）
- アプリで恋する20の条件（2021年1月10日、日本テレビ）
- IDOL NEVER DiES（2022年)
- 信長未満 -転生光秀が倒せない-（2022年10月25日 - 12月27日、テレビ神奈川）
- 100万回 言えばよかった（2023年1月13日 、TBS）
- 不適切にもほどがある!（2024年1月26日、TBS）

## スタント、他出演作品
- 秘密（1999年）
- ガメラ3 邪神〈イリス〉覚醒（1999年）
- 鉄甲機ミカヅキ（2000年）
- 銀河ロイドコスモX(2001)
- リターナー／Returner（2002年）
- T.R.Y.（2003年、東映）
- MOON CHILD（2003年）
- VERSUS -ヴァーサス-（THE ULTIMATE VERSUS、2004年）
- シルバーホーク 飛鷹（2004年）　香港・アメリカ合作
- ゴジラ FINAL WARS（2004年）
- ビー・バップ・ハイスクールシリーズ（2004年・2005年、TBS）
- タイガー&ドラゴン（2005年、TBS）
- SHINOBI-HEART UNDER BLADE-（2005年）
- デス・トランス（2005年）
- パッチギ!（2005年）
- 里見八犬伝（2006年 TBS開局50周年記念スペシャルドラマ）
- クロサギ（2006年、TBS）
- タイヨウのうた（2006年、TBS）
- 導火線 FLASH POINT（原題:導火線 Flash Point）（2007年、香港）
- 魁!!男塾（2008年）
- ROOKIES（2008年 TBS）
- 東京残酷警察（2008年）
- 愛のむきだし（2009年）
- 孫文の義士団（原題:十月圍城）（2009年、中国）
- 劇場版 仮面ライダーディケイド オールライダー対大ショッカー（2009年）
- こちら葛飾区亀有公園前派出所（TBS 2009年）
- 板尾創路の脱獄王（2010年）
- Дочь якудзы-Doch yakudzy（2010年、ロシア・ウクライナ）
- 電人ザボーガー（2011年）
- 仮面ティーチャー（2013年 日本テレビ）
- モンキー・マジック 孫悟空誕生（2014年、中国）
- GIVER 復讐の贈与者（2018年 テレビ東京）

## 監督作品
- 狂武蔵（2013年） ※柄澤功名義

## 出版
- 高野人母美アクションポーズ ボクシング&ファイティングアクション（2014年、グラフィック社） 監修
- 瞬撮アクションポーズ01 女子高生アクション編（2016年、玄光社） 監修
- 瞬撮アクションポーズ03 刀剣・銃・少女バトル編（2017年、玄光社） 監修
- 瞬撮アクションポーズ05 あおりモーション[女子高生編]（2018年、玄光社） 監修
- 瞬撮アクションポーズ06 落下・浮遊・グラビティアクション編（2022年、玄光社） 監修